# Luperina gueneei
Luperina gueneei är en fjärilsart som beskrevs av Doubleday 1864. Luperina gueneei ingår i släktet Luperina och familjen nattflyn. Inga underarter finns listade i Catalogue of Life.